# Andover (hrabstwo Essex)
Andover – jednostka osadnicza w Stanach Zjednoczonych, w stanie Massachusetts, w hrabstwie Essex.